# Carlos Pellegrini
Carlos Enrique José Pellegrini (Buenos Aires, 11 de octubre de 1846-Buenos Aires, 17 de julio de 1906) fue un militar, abogado, periodista, traductor público y político argentino que fue presidente de Argentina entre 1890 y 1892 tras la renuncia de Juárez Celman. Asumió la magistratura luego de la Revolución del Parque de 1890. Previamente fue vicepresidente entre 1886 y 1890, ministro de Guerra y Marina en 1879-1880 y 1885-1886; senador nacional en 1881-1883 y 1895-1904; y diputado nacional entre 1873 y 1879.
Como presidente, Pellegrini tuvo que enfrentarse a una profunda crisis económica en medio de un caos reinante, producto de los estallidos revolucionarios. Durante su gestión de veintiséis meses sacó al país de una grave crisis, fundamentalmente económica, al sanear las finanzas y fundar el Banco de la Nación Argentina. Tales medidas dieron lugar a una economía muy próspera en los años inmediatamente posteriores, y por tal motivo fue conocido como «el piloto de tormentas».
Durante su gestión se eliminó la censura y el estado de sitio que regía desde el gobierno de Juárez Celman. Fue uno de los primeros políticos que sostuvo una postura industrial para la Argentina, en una época en que el negocio del país era exclusivamente la exportación de materias primas y la importación de productos manufacturados. También fue uno de los primeros partidarios por los derechos civiles de las mujeres en Argentina, solicitando que se les reconociera el derecho a voto político.
Fue el hombre de mayor confianza que tenía Julio Argentino Roca, y ambos trazaron el destino de la llamada Generación del 80. Sin embargo esa fuerte unión se rompió cuando Pellegrini se alejó de Roca hacia 1901, para reclamar una reforma electoral que garantizara el voto secreto y libre.

## Biografía
Carlos Enrique José Pellegrini nació en la ciudad de Buenos Aires el 11 de octubre de 1846, durante la época rosista; era hijo de la británica María Bevans y del ingeniero suizo (de ascendencia francesa) Carlos Enrique Pellegrini, oriundo de Chambery (Reino de Cerdeña).
El ingeniero Charles Henry Pellegrini había arribado al país desde Suiza en 1828, siendo contratado por el presidente Bernardino Rivadavia, para la construcción del puerto de Buenos Aires. Al llegar al país, el proyecto quedó suspendido debido al cambio de gobierno. Sin posibilidades de ocuparse en su profesión, el padre de Pellegrini comenzó trabajando, ya en Argentina, como retratista, y pronto se convirtió en el pintor más solicitando por la sociedad porteña. Siempre mantuvo un gran interés por los debates políticos y sociales que se producían en el continente europeo, destacándose que en su biblioteca privada existían gran número de revistas británicas especializadas en el tema, tales como The Edinburgh Review, The Quarterly Review y The Westminster Review. Por el lado materno, María Bevans era hija del ingeniero británico Santiago Bevans que también había arribado al Río de la Plata en circunstancias similares a las de su futuro yerno. María era sobrina del político liberal británico John Bright, cofundador de la Liga de Mánchester y estrecho colaborador de William Gladstone. Estas características de la familia Pellegrini terminaron por ubicarlos en un lugar central de la vida social de la ciudad de Buenos Aires.
Su padre fue el primero que lo inició en las primeras letras en una pequeña estancia propiedad de la familia en Cañuelas. Una tía materna le impartió a temprana edad clases de inglés, idioma que Carlos aprendió dominándolo a la perfección, y que manejaría con fluidez durante toda su vida. A la edad de ocho años ingresó a la escuela de Ana Bevans, su tía. Es posible que la temprana enseñanza del idioma inglés haya sido motivo de una ligera huella en su pronunciación, y de allí provenga el apodo de el Gringo, como lo llamaban sus compañeros del Colegio Nacional de Buenos Aires. De este centro de educación egresó en el año 1862.
Ingresó a la Facultad de Derecho de Buenos Aires en 1863, pero dos años después abandonó la cursada para incorporarse al ejército y combatir en la guerra del Paraguay, allí fue alférez de artillería, y alcanzó el rango de oficial. Pellegrini tuvo una destacada actuación en la batalla de Tuyutí, como también en otros combates, sin embargo cayó enfermo y debió abandonar definitivamente el ejército. Luego de curarse regresó a Buenos Aires, terminó sus estudios de derecho en 1869 y entró en el recientemente fundado diario La Prensa. Con su título universitario empezó trabajando para el Estado como subsecretario del Ministerio de Hacienda, del constituyente Benjamín Gorostiaga, durante el gobierno de Domingo F. Sarmiento, y durante los últimos tres años del gobierno de este último se produjo una lucha entre los autonomistas y los nacionalistas, Pellegrini se afilió al Partido Autonomista, liderado por Adolfo Alsina. Fue candidato a diputado en las elecciones de 1870 y 1871, pero fue vencido por los nacionalistas comandados por Bartolomé Mitre. Recién con el triunfo de Alsina, y gracias a la elección del gobernador Mariano Acosta por la provincia de Buenos Aires, Pellegrini obtuvo su primera legislatura. Se trataba del más joven entre los diputados provinciales, con solo veintiséis años, y su primer discurso fue sobre la conversión del papel moneda, siempre participó de todo debate respecto a cuestiones monetarias y económicas.
En su tesis de grado El derecho electoral criticó el sistema vigente en aquella época, proponiendo una gran campaña de educación cívica. Una breve cita:

La protección del gobierno es necesaria para el desarrollo industrial de la República Argentina.

Fue candidato autonomista durante las elecciones de 1874, donde no hubo libertad de sufragio y solo podían votar una minoría de ciudadanos adictos al gobierno. La lucha del comité autonomista de Adolfo Alsina y Leandro Alem contra el 'nacional' de Mitre y Eduardo Costa, tuvo sus momentos de tensión, en gran parte como consecuencia del fraude y la violencia que reinaron durante los comicios. El gobierno de Sarmiento terminó aceptando el triunfo "más escandaloso y sangriento" que registraba la historia electoral hasta ese momento. Este fraude electoral serviría como antecedente para la revolución de 1874. Si bien la revuelta fue sofocada, la misma produjo consecuencias similares a la de 1852, continuando con la abstención y conspiración de los liberales nacionalistas. Alsina, gobernador de Buenos Aires en ese entonces se disputó con Mitre la sucesión presidencial, y al no obtener su concurso renunció a su candidatura y apoyó en cambio la de Nicolás Avellaneda, Pellegrini apoyó también la candidatura de Avellaneda. Durante las elecciones mixtas de 1878 Pellegrini fue reelecto diputado nacional. Tras la muerte de Alsina, el Partido Autonomista quedó desorientado y se dividió en dos corrientes, por un lado una que encarna el localismo de Tejedor, mientras que la otra tiende a vincularse con las provincias para crear un partido nacional. Pellegrini defendió la doctrina federal oponiéndose al abuso de las intervenciones nacionales. Durante el enfrentamiento entre Buenos Aires y provincias, Pellegrini apoyó activamente la cruzada nacional que conducía el joven general Julio Argentino Roca, quién contaba con el apoyo de gran parte del interior del país, alejándose del idealismo porteño de Tejedor. Desde aquí data la amistad entre Pellegrini y Roca. El general tomaría consejos del doctor para algunos de sus más importantes documentos que produjo durante aquella lucha política. También fue producto de su vínculo con Roca, que el general terminó abandonando por completo las ideas localistas de Tejedor. Esta unión fue el epicentro de la actividad política durante al menos veinte años, pocos asuntos institucionales, económicos o políticos se resolvían sin el concurso de Roca y Pellegrini. Refiriéndose a este, Roca decía: "Me encuentro (en la Capital) con un gran partido... provinciano, crudo y neto, sucediendo y recogiendo el disperso partido de Alsina".
Pellegrini fue uno de los primeros partidarios por los derechos civiles de las mujeres en Argentina, solicitando que se les reconociera el derecho a voto político. Es posible que estas ideas le hayan venido por tradición familiar, puesto que su tía abuela Priscila Bright, esposa de Lord Provost, fue una de las impulsoras del voto femenino en Inglaterra.
En 1871, año luctuoso en Buenos Aires pues miles de personas murieron víctimas de la fiebre amarilla, Pellegrini se casó con Carolina Ignacia Lagos García, unión que no tuvo hijos. En ese año se produjo su acercamiento a la política a través del Partido Autonomista de Alsina, cuando se presentó en las elecciones legislativas de 1871 y 1872, aunque perdió en ambas. Finalmente en 1873 fue elegido diputado por la provincia de Buenos Aires.

### Diputado (1873-1877)
Dicho anteriormente, en 1873 fue elegido diputado nacional, y en 1878 el gobernador Carlos Casares lo nombró ministro de Gobierno de la provincia de Buenos Aires. Su labor como diputado durante seis años se caracterizó por su gran capacidad oratoria y claridad en sus conceptos relatados. Su compañero legislador, José Manuel Estrada aunque era opositor, expresó las cualidades en el discurso que tenía Pellegrini, cuando dijo: "Si usted no me entiende, le pediré al diputado Pellegrini que se lo aclare como solo él sabe hacerlo".
Durante sus años como diputado adoptó una posición a favor de la enseñanza libre, teniendo como ejemplo (al igual que Domingo Faustino Sarmiento) al modelo educativo estadounidense. Durante el debate entre el liberalismo o el proteccionismo (alrededor del año 1875), Pellegrini se mostró partidario de la implementación por parte del Estado nacional en políticas para la protección de la industria nacional, además de ser uno de los principales actores en la fundación del Club Industrial.
En el siguiente fragmento de un discurso parlamentario de Pellegrini se puede apreciar su tendencia a la industrialización:

Si el libre cambio desarrolla la industria que ha adquirido cierto vigor y le permite alcanzar todo el esplendor posible, el libre cambio mata la industria naciente. La agricultura y la ganadería son dos grandes industrias fundamentales; pero ninguna nación de la tierra ha alcanzado la cumbre de su desarrollo económico con solo estas industrias. Las industrias que las han llevado al máximum de poder son las industrias fabril, y la industria fabril es la primera en mérito y la última que se alcanza, porque ella es la más alta expresión del progreso industrial.
Fragmento de un discurso parlamentario por Carlos Pellegrini.

### Ministro de Guerra y Marina (1879-1886)

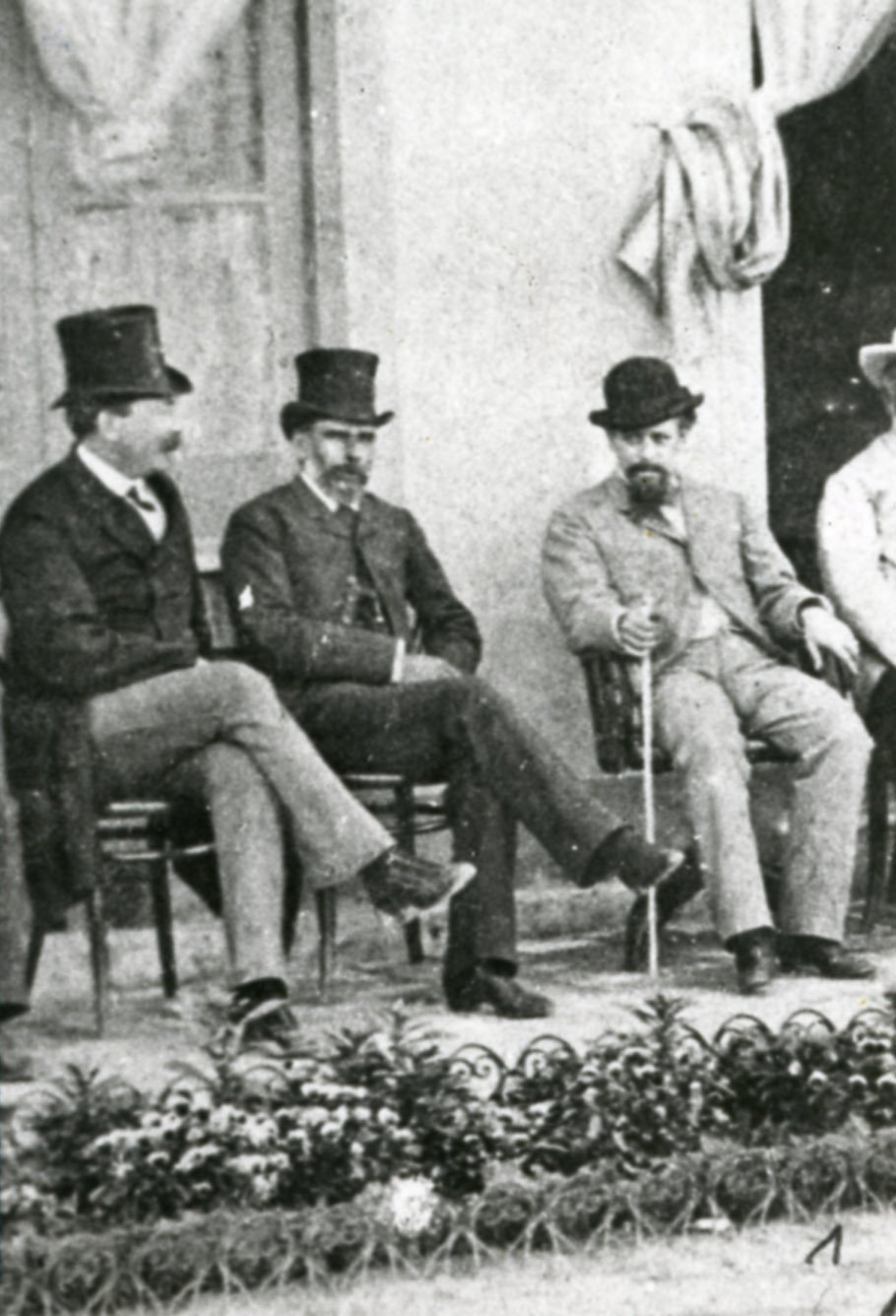
Carlos Pellegrini (primero) con Julio A. Roca (tercero), foto circa de 1880.

El 9 de octubre de 1879, el presidente Nicolás Avellaneda nombró a Carlos Pellegrini ministro de Guerra y Marina en reemplazo de Julio Argentino Roca (cargo que desempeñó también durante el gobierno del mismo Roca hasta el 12 de octubre de 1886). En aquel cargo tuvo que enfrentar la rebelión de Carlos Tejedor de 1880, gobernador de Buenos Aires de aquel momento: él se negaba a aceptar la Ley de Federalización, la cual le quitaba a la provincia de Buenos Aires el territorio de la Capital Federal. Se hizo cargo de disolver esa rebelión, este episodio le dio más relevancia a Pellegrini dentro de la política argentina.
Durante su ministerio de Guerra ayudó a crear un organismo despolitizado, que sirviera únicamente para defender al gobierno y al orden, sin conspirar contra el mismo, que respetara y defendiera a los organismos constituidos.
Trabajando para la Escuela Naval creó los cuerpos de: Artillería Naval, de Prácticos y de Maquinistas de la Armada. Además construyó una fábrica de pólvora en Luján. Impuso el reglamento de la Escuela Naval y el código de señales marítimas.

### Senador (1881-1883)
En 1881 fue elegido senador nacional por la provincia de Buenos Aires para completar el mandato de Dardo Rocha, este cargo lo desempeñó hasta el 30 de abril de 1883. En su periodo como senador logró que se votara en el Congreso una aprobación para retomar la construcción del puerto de Buenos Aires, que había quedado inconclusa desde la presidencia de Bernardino Rivadavia. Adoptó el viejo proyecto de Eduardo Madero, y mediante financiación y con técnicos británicos, se pudo terminar el puerto nueve años después (cuando ocupaba la vicepresidencia).
Pellegrini emprendió un viaje a los Estados Unidos y Canadá en 1883, con el objetivo de observar y aprender sobre la industria en el primer mundo, visitó fábricas, laboratorios y talleres. Al igual que Domingo Faustino Sarmiento, también viajó al norte del continente para ver como se organizaba la educación en aquellas naciones.
Fue comisionado por el gobierno de Julio Argentino Roca para realizar un delicado negocio de un empréstito ante los acreedores en Europa en 1885.

### Vicepresidencia (1886-1890)

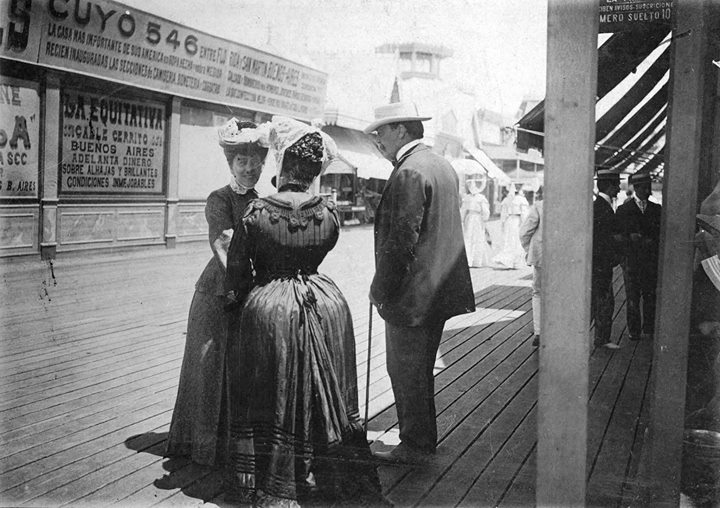
Pellegrini en una rambla de madera en Mar del Plata con su esposa.

En 1886, cuando terminó su periodo como senador, fue candidato a vicepresidente. Carlos Pellegrini ya había dado su apoyo a la idea de la candidatura de Miguel Juárez Celman como presidente por el Partido Autonomista Nacional (PAN), como un continuador de la política liberal. Juárez Celman tuvo el apoyo de la mayoría de los gobernantes del interior y del propio Julio A. Roca. Como Pellegrini permaneció en el ministerio de Guerra hasta el día de la elección (para asegurar cierto orden en los comicios), él no llegó a brindar discurso alguno ni participó de la campaña electoral, y terminó ganando la vicepresidencia al igual que Sarmiento, sin hacer campaña ni presentarse ante sus electores.
Durante la gestión de Juárez Celman, más precisamente en marzo de 1890, el peso argentino («peso moneda nacional») comenzó a perder bruscamente su valor con respecto al oro (medio de pago internacional). Empezaron a producirse quiebras, colapsó la bolsa de valores, y aumentó considerablemente el coste de vida.
A medida que el gobierno fortificaba su influencia en los derechos de la aduana y la fuerza del ejército nacional, su poder se extendió a las provincias, afectando la autonomía de las mismas. Ello terminó por constituir un partido único bajo las órdenes del presidente, lo que se conoció como el "unicato", que produjo un intenso rechazo popular. En ese momento Pellegrini comenzó a tomar distancia de Juárez Celman cuando este proclamó el "unicato" y centró en su persona la autoridad de estado y la presidencia del partido. Cuando sucedieron los primeros acontecimientos revolucionarios de 1890, el vicepresidente Pellegrini fue el sostén de la autoridad y el encargado de comandar a las tropas para sofocar la revolución. En el momento en que Juárez Celman fue a Retiro para embarcar rumbo a Campana, Pellegrini montado en un caballo, cabalgó hasta plaza Libertad para inspeccionar el comando del general Nicolás Levalle. Se instaló en la casa de José Luis Amadeo y dirigió desde allí el ataque final al parque. Las crecientes acusaciones de corrupción, el autoritarismo y la aguda crisis económica desembocaron en un estallido en Buenos Aires conocido como Revolución del Parque, cuando el 26 de julio de 1890 un grupo cívico-militar dirigido por la recién formada Unión Cívica, bajo el liderazgo de Leandro Alem, Bartolomé Mitre, Aristóbulo del Valle y Bernardo de Irigoyen entre otros, intentaron sacar a la fuerza al gobierno. Aunque fracasaron en su intento, el presidente Juárez Celman renunció. Anteriormente, el 11 de abril del citado año muchos ministros habían renunciado en vista de la problemática situación que se avecinaba. Tan solo dos días después, una multitud de treinta mil personas se manifestó en el Frontón de Buenos Aires, copando la avenida Córdoba, entre las calles Libertad y Cerrito. El Presidente cambió el gabinete el 18 de abril, como un refuerzo ante la crisis. La situación se agravó aún más cuando el 28 de junio el senador Del Valle denunció varias irregularidades en las finanzas públicas, especialmente por emisiones fraudulentas de moneda. El 5 de agosto los mismos legisladores oficialistas pidieron la renuncia de Juárez Celman. Al otro día el pedido fue concebido y aprobado por 61 contra 22, asumió como presidente, Carlos Pellegrini. Pellegrini había mantenido un perfil bajo hasta entonces, pero ahora se había transformado en el nuevo jefe de Estado, y en consecuencia, en el centro de la política argentina, sumida en una crisis producto de la quiebra de diversas instituciones financieras.
Emprendió un viaje a Europa en 1889 como representante argentino en la Exposición Universal que se celebró en París, para conmemorar el centenario de la Revolución Francesa, el pabellón argentino fue la sorpresa, para buscar apoyo financiero en Londres y París, y también para resolver los problemas económicos que se aproximaban. Pellegrini fue condecorado en España, Reino Unido y Francia.
En una correspondencia dirigida a su hermano, Pellegrini explicó sobre la reciente crisis:

Me dirán ¿qué hay que hacer entonces?. Pero, lo que hace el agricultor que pierde su cosecha: aguantar; se aprieta la barriga y economiza todo lo que puede, mientras vuelve a sembrar. Proteger la industria por todos los medios; ¡y dejarse de Bolsa y Tesoros y bimetalismo y música celestial!.
Carlos Pellegrini.

#### Crisis de 1890
El Estado para forzar el progreso hizo uso de la política de empréstitos, y fomentó la inmigración, distribuyó la tierra fiscal, y garantizó la inversión del capital extranjero, a tal punto que en algún momento el país quedó colmado de dinero, pero estas finanzas eran despreciables en comparación con las deudas de los servicios contratados. A ello se sumó el abuso del crédito, la exagerada especulación, la sobreexplotación de los recursos del Estado, una pronta desvalorización de la moneda, un déficit en los presupuestos y en la balanza comercial. Hasta el momento la mayoría de los gobiernos habían gastado más en la Argentina de lo que la misma era capaz de solventarse, esta característica no estaba exenta en las naciones jóvenes, ya que las mismas tendían a ponerse a la par de las naciones ya desarrolladas.
Como consecuencia del ritmo acelerado que tomó el gobierno para cambiar instituciones, construir obras públicas en demasía, recibir inmigrantes que saturaban el poder de asimilación del país, todo terminó por producir la crisis política y la revolución de 1890, y por consiguiente la renuncia del presidente Miguel Juárez Celman. Fue la primera vez desde la sanción de la Constitución veinte años atrás, que un presidente no terminaba su mandato, además se abrió en la Argentina la práctica de las intentonas golpistas, revelando la impaciencia de ciertos sectores sociales por tomar el poder y llevar a cabo reformas para satisfacer la opinión pública. Pese a que Pellegrini era el vicepresidente en ejercicio, Miguel Ángel Cárcano sugiere que la crisis financiera y social que tuvo que afrontar Pellegrini, no era consecuencia de errores propios, el nuevo Presidente mandó a llamar para colaborar a personalidades sobresalientes como Rufino Varela y Wenceslao Paunero. Todos notaban las síntomas y las causas de la crisis, pero nadie veía una solución en el corto plazo. El proceso continuaría con el curso natural de su evolución. El país se paralizó, se frenó la especulación, cerró el crédito, se liquidaron los malos negocios, y el gobierno y los particulares disminuyeron los gastos, se frenaron las obras públicas colosales, hasta que la producción del país volvió a crear la confianza y bonanza económica y labrara la riqueza del país.

## Presidencia (1890-1892)

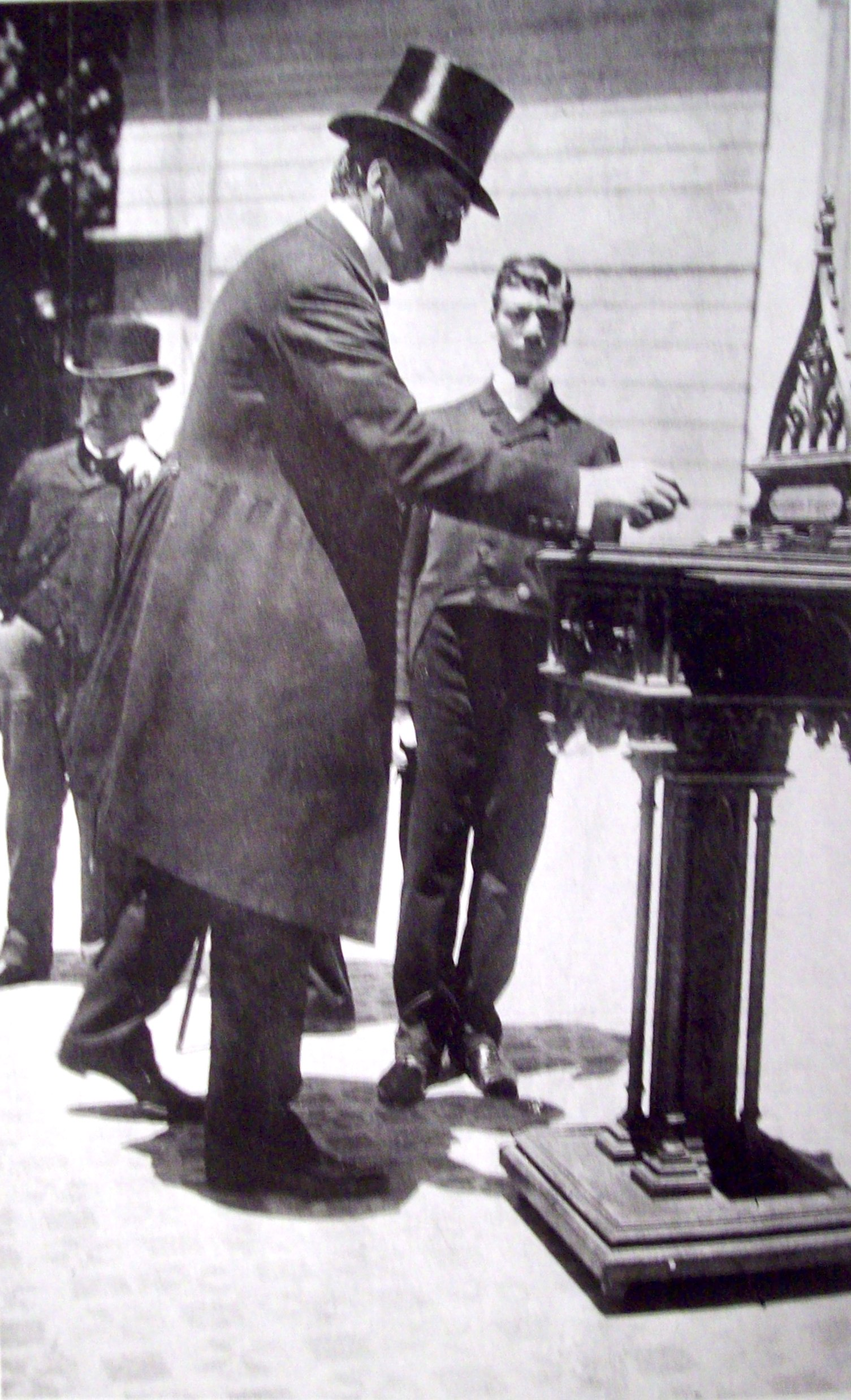
Carlos Pellegrini emite su voto en un atrio de iglesia al aire libre.

Como resultado de la revolución, Miguel Juárez Celman renunció, por lo que Pellegrini lo sucedió en la presidencia el 6 de agosto de 1890, terminando el mandato el 12 de octubre de 1892, como está pactado en la Constitución. El nuevo presidente asumió en un país abatido por la crisis, con ingresos fiscales que cayeron al 30% con respecto a los años anteriores, los bancos estaban paralizados, el oro se encontraba en alza, llevando a la economía a una gran recesión que "congeló" a las entidades financieras. Al asumir tenía cuarenta y cuatro años de edad, ya había mantenido una activa carrera política como diputado y ministro, cargos que ocupó en reiteradas ocasiones.
Pellegrini designó entre sus ministros a hombres de reconocida reputación pública, provenientes de los centros partidarios más importantes del momento, tales fueron los casos del Partido Autonomista Nacional que dirigía Roca, de los cívicos dirigidos por Mitre, e inclusive un cierto núcleo de la Unión Cívica. El expresidente Julio Argentino Roca fue nombrado ministro del Interior, era la persona más influyente en el gabinete, y logró evitar el triunfo de la revolución de Alem. Eduardo Costa fue nombrado ministro de Relaciones Exteriores, se trataba de un amigo cercano a Mitre y un reconocido jurista. Vicente Fidel López, un defensor de la política del general Urquiza y del Acuerdo de San Nicolás, pese a su avanzada edad aceptó el cargo de ministro de Hacienda para enmendar las finanzas nacionales. El teniente Nicolás Levalle, colaborador cercano de Roca, continuó como ministro de Guerra y Marina. José María Gutiérrez se hizo cargo de las carteras de Justicia, Culto y Marina. Era también un amigo de Mitre, el cual, como periodista, fue colaborador en el diario La Nación. Había tres ministros vinculados al partido revolucionario.
El ministro Vicente Fidel López presentó al Congreso varias leyes con el fin de mejorar y ampliar la recaudación fiscal. Otra medida que completó el plan para salir de la crisis fue el proyecto que presentó con Aristóbulo del Valle en 1881, durante su época de senador nacional por la provincia de Buenos Aires. Este nuevo esquema consistía en la creación del Banco de la República. En consiguiente, en 1891, se fundó el Banco de la Nación Argentina, de capitales mixtos y con la suma de cincuenta millones de pesos; su primer presidente fue Vicente Casares. Luego de que la moneda argentina recuperara respaldo, se creó la Caja de Conversión, estas medidas, sumadas al aumento de la moneda en circulación, fueron las que terminaron con la crisis. El gobierno había buscado fondos para fundar el banco que satisfaría las necesidades del comercio e industria. Para conseguir el capital tuvo que terminar por pedir créditos internos, tras algunos intentos fallidos de pedidos al exterior. Hasta que este se cubriera, para que iniciara inmediatamente sus operaciones, así se fundó el Banco de la Nación Argentina, propiciado por el gobierno como un banco privado, necesitó que este le proveyera el capital, lo hizo emitiendo un empréstito por cincuenta millones de pesos a cargo de la Caja de Conversión contra un bono del Estado. El nuevo banco tenía prohibido realizar operaciones con gobiernos y municipalidades, con excepción del gobierno nacional, pero con el cual no podía acordar más de dos millones de pesos. El general Lucio V. Mansilla fue uno de los defensores del nuevo Banco de la Nación. Sus debates en el Congreso, terminaron por convencer a gran parte de la oposición de llevar a cabo tal proyecto, pese a que su oratoria no evidenciaba grandes conocimientos económicos, de crear un Banco para encarrilar la circulación monetaria.
Al asumir, Pellegrini reunió a un grupo de comerciantes, estancieros y banqueros para pedirles la suscripción de un empréstito a corto plazo de quince millones de pesos para abonar el primer servicio de la deuda externa, que vencía en una semana. El empréstito se cubrió rápidamente. Antes de cumplirse un mes de gobierno, el nuevo presidente envío al Senado un "plan completo de finanzas". Ante la escasez del medio fiduciario, el gobierno tuvo que recurrir a la emisión, por medio de un proyecto de ley que autorizaba la emisión de billetes de tesorería hasta la sumatoria de sesenta millones de pesos para cancelar la emisión bancaria. Mientras que otro autorizaba la enajenación de fondos públicos que garantizaban los sesenta millones del Banco Nacional. Una tercera reglamentación creaba la Caja de Conversión y una comisión de liquidación de la deuda nacional. El ministro de Hacienda calculó que en diez años produciría un beneficio por veinte millones de pesos, que permitiría hacer frente a otras garantías y retirar de circulación las cantidades que debía amortizar, produciéndose como consecuencia de ellos la valorización de la moneda. Una quinta ley obligaba a los bancos garantidos a la conversión de sus emisiones. El sexto autorizaba un empréstito de veinte millones de pesos oro con la finalidad de atender el servicio de la deuda externa y aliviar el presupuesto. Se declararon caducas las concesiones de ferrocarriles y obras públicas con garantía de la nación, cuyos concesionarios no hubieran cumplidos con las condiciones contractuales.

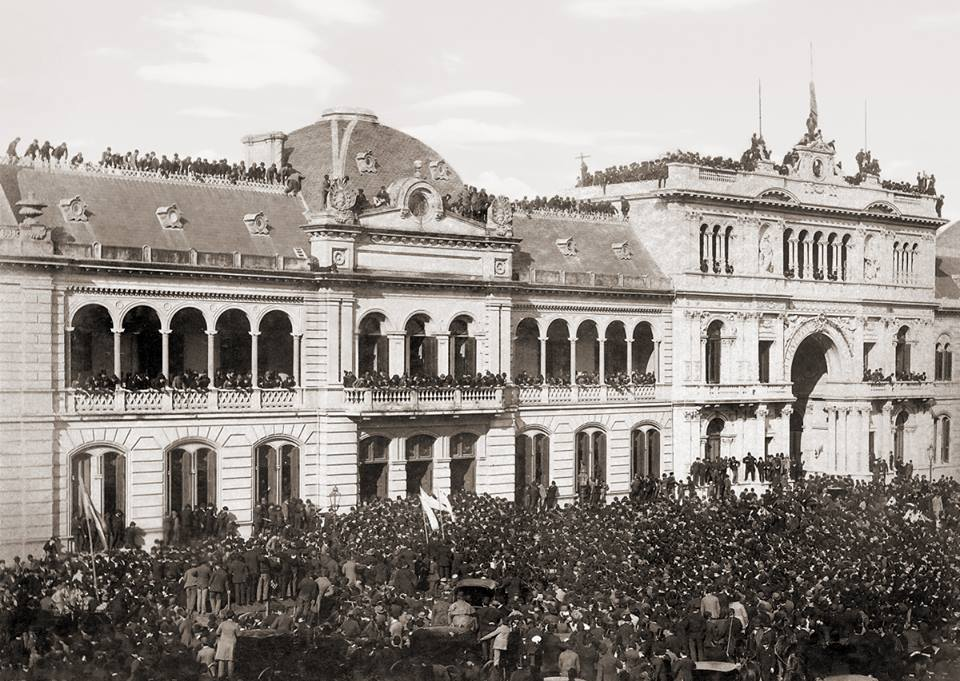
La Casa Rosada el día de la asunción de Carlos Pellegrini, 1890.

El ministro Lucio V. López defendió enérgicamente su plan ante el Senado, recordando situaciones análogas por las que el país ya había transitado, según su óptica, aquellas crisis se habían afrontado con éxito con medios parecidos a los que él proponía. Propuso un presupuesto equilibrado, bajar el valor de las importaciones y aumentar las exportaciones en el año siguiente, se declaró apartidario y afirmó sus ideas nacionalistas. El Congreso aprobó con rapidez los proyectos más urgentes, mientras que el Poder Ejecutivo prorrogó las sesiones de las Cámaras para que se sancionase el presupuesto y otras medidas. El empréstito de veinte millones de pesos oro fue convertido en ley junto con la Caja de Conversión, esta última medida fue el remedio más eficaz para la estabilización de la moneda de curso legal. Pero tales medidas no tuvieron un efecto instantáneo: se había agravado la situación de la casa Baring, los banqueros del país en Londres no pudieron colar en el mercado europeo los valores argentinos, lo que terminó privando al gobierno argentino del capital necesario para solventar compromisos. El ministro de Hacienda convirtió en oro los cincuenta millones de pesos para darle un respiro al sistema financiero, y los remitió a Baring para el pago de los servicios de su deuda. Pero esta operación terminó agotando el capital metálico que existía y los bancos se presentaron en estado de liquidación. El ministro dio más hincapié en atender el problema del crédito externo, no escuchando a quienes le aconsejaron suspender transitoriamente el servicio de la deuda para estudiar que medidas adoptar. El mayor problema era la desvalorización de la moneda con relación a las obligaciones del Tesoro. Al cobrarse la renta en papel moneda despreciado, y al abonar las obligaciones en moneda metálica, hubo un punto en donde los medios eran insuficientes para atender los gastos. El billete se había desvalorizado de 247 pesos en agosto a 307 pesos en diciembre, y el gobierno no podía pagar puntualmente los sueldos de administración.
Victorino de la Plaza fue seleccionado para negociar la deuda y debió embarcarse hacia Londres, en donde recibió negativas de la banca de ese país. Pero logró que la Banca Rothschild admitiese una moratoria antes del cese del pago por parte del gobierno argentino. Logrado este primer paso, Pellegrini aplicó medidas de austeridad y de ajuste, como la suspensión de obras públicas como la Casa de Gobierno, el Congreso, el edificio de correos (las cuales volvieron a ponerse en marcha al terminar su gobierno), y nacionalizó las obras sanitarias privatizadas por Miguel Juárez Celman. De la Plaza también resolvió en Londres el problema en que se hallaba la casa Baring Brothers, quienes eran los tenedores de los títulos argentinos de imposible colocación, aconsejaron un pacto con los franceses y alemanes, y la contratación de un empréstito en cantidad suficiente para atender los servicios de la deuda externa durante tres años. El empréstito evitaría que la deuda externa gravitara en el presupuesto y los nuevos impuestos aumentaran la renta del Estado. El empréstito ascendía a setenta y cinco millones de pesos nacionales oro en títulos del 6% de interés bajo condiciones muy severas: su producto tenía que dedicarse exclusivamente al pago de la deuda externa, el país se comprometía a no contraer nuevos empréstitos durante tres años. Para equilibrar el presupuesto, el ministro dispuso de la creación de nuevos impuestos y aplicar una suba a los ya existentes. Se impuso el 7% sobre las utilidades y dividendos de los bancos particulares y sociedades anónimas, cuya dirección y capital no estuvieran radicados en el país, exceptuando las fábricas de carnes conservadas, frigoríficos y ferrocarriles. El ministro de Hacienda aumentó los derechos aduaneros que se debatieron en el Congreso, los mismos giraban en torno principalmente a artículos de lujo. Estableció el pago de los derechos en oro, se aumentó un 2% los impuestos de la exportación y aumentó también el impuesto al sellado.
Se permitió la circulación de algunos diarios opositores al gobierno. Por medio de un proyecto presentado por Dardo Rocha el gobierno dio amnistía a aquellos miembros del ejército que habían tenido participación alguna durante la revolución del 90. Se ordenó la confección de un nuevo registro cívico en todo el territorio de la República, renovable cada dos años y se abrió el padrón electoral para permitir la inscripción de los ciudadanos. Se reformó la ley electoral para elegir el Consejo Deliberante de la Capital Federal, además se llevaron a cabo elecciones para instalar el Consejo Electivo, procurando mejorar las deficiencias y suprimir abusos en el gasto público. Prácticamente había desaparecido el crédito personal, y aumentaron las quiebras de las sociedades anónimas, y el Banco Hipotecario Nacional suspendió el pago del interés de la cédulas y el valor del oro subió a 446 pesos. El presidente convocó a una "reunión de notables" en la Casa de gobierno, donde hubo una representación de todos los sectores de la economía, el comercio, la industria, la ganadería y la agricultura, con la finalidad de escuchar todas las opiniones de miembros del parlamento y otros dirigentes distintos al gobierno. Esto se hizo cuando se había revelado un alto estado de tensión popular tras un atentado contra la vida del ministro del Interior. El presidente envió un proyecto de emisión de billetes metálicos por intermedio de la Caja de Conversión, que el gobierno y el Banco Hipotecario recibirían como oro. En simultáneo, negoció con los banqueros de la capital un empréstito que brindara a los bancos recursos instantáneos. La comisión integrada por Gorostiaga, Uriburu, Romero, Paats, Varela y Anderson terminó y presentó su despacho al presidente, esa noche el jefe de Estado se reunió con sus ministros y lo aprobaron; resolvieron emitir un empréstito por la suma de cien millones de pesos nacionales, producto que debía entregársele a la Caja de Conversión para ayuda de los bancos oficiales y evitar la quiebra.
Pellegrini suprimió la colonización agraria oficial por empresas particulares, que solo había dado unos buenos resultados en la provincia de Santa Fe, revisó la aplicación de las leyes que concedían grandes dimensiones de tierras fiscales a los particulares. Pero la administración que se dedicaba a estudiar los viejos expedientes no revisó los proyectos de reforma que permanecían encarpetados. Tampoco afrontó con decisión la enajenación y población de las extensas áreas en dominio del Estado. La explotación ganadera cedió lugar a la agricultura. El arado mejoró el trabajo del campo. Los granos exportables aumentaron en proporción geométrica con relación a la carne y el cuero. La construcción de redes ferroviarias, la inmigración y radicación de capitales extranjeros había cambiado la fisonomía económica y social del país. La venta de 17 millones de hectáreas de tierra fiscal fue resultado de la presión de las fuerzas de expansión de la economía del país, pese al desorden con que fue enajenada, no complicó a la riqueza del Estado. La gestión de Pellegrini procuró poner en orden la administración de la tierra fiscal, afirmando que las 30 millones de leguas recientemente enajenadas no habían dado producción. Bajo las atribuciones de la Oficina de Tierras, se reglamentó que solo el presidente de la Nación podía firmar las escrituras de venta, y se decretó una investigación sobre los derechos de los propietarios, según la ley 1882. Al poco tiempo se recuperaron 4 millones de hectáreas. Pero, poco después, 3,5 millones de hectáreas volvieron a entregarse a la especulación. Los propósitos del gobierno por ofrecer tierras fiscales en venta, explorada, mensurada, amojonada y ya subdividida a los verdaderos agricultores fue solo un enunciado, puesto que en realidad se siguieron produciendo abusos con los premios en tierra y certificados al portador, a favor de miembros del ejército, mientras que la enajenación de grandes extensiones sin consulta no cesó. La tierra fiscal siempre había sido distribuida con prodigalidad, los gobiernos solían estar implicados en estas políticas, y los subsiguientes también.
Se construyó el Museo Histórico Nacional y la que llevaría el nombre de Escuela Superior de Comercio Carlos Pellegrini, se empezaron las obras para el Jardín Botánico de Buenos Aires. Se rescataron tierras en poder de empresas de ferrocarriles, que los concesionarios no habían llegado a abonar a tiempo. Por estas políticas, Pellegrini fue considerado proteccionista, él mismo decía: "Cuando hace falta, el Estado debe meterse en la vida económica, y si no es indispensable no debe hacerlo. Así de sencillo".
Se descubrió un complot anarquista que tenía como misión asesinar al Presidente. Presentó su dimisión en agosto de 1892, después de una grave crisis en su gobierno, sin embargo, fue convencido para seguir hasta el 12 de octubre de 1892. Las elecciones presidenciales de 1892 fueron, después de muchos años, las primeras en ejercerse sin ningún tipo de fraude, resultando electo como presidente Luis Sáenz Peña, y posibilitando la elección de senadores como Aristóbulo del Valle y Leandro N. Alem. Sáenz Peña le ofreció a Pellegrini el cargo de ministro de Guerra y Marina, pero este no lo aceptó. Luego que Pellegrini cediera la presidencia, se dirigió a su residencia en Florida y Viamonte, caminando, sin custodia alguna.

## Labores políticas posteriores a la presidencia
Al terminar su presidencia se retiró momentáneamente a la vida privada e intentó incursionar en el mundo de los negocios, pero no tardó mucho tiempo en volver a la política. Los líderes del Partido Autonomista Nacional, Carlos Pellegrini y Julio Argentino Roca, tenían dudas sobre la eficacia del presidente Luis Sáenz Peña, que había sido magistrado de la Corte Suprema de Justicia y legislador en varias oportunidades, pero no había tenido ninguna experiencia gobernando. Si bien la situación económica era bastante prospera como consecuencia del oro que trajo las exportaciones de materias primas como cueros, lanas y oleaginosas, la situación política que se vivía en aquel tiempo era complicada.
El nuevo gobierno pronto comenzó a tener problemas, después de la renuncia de varios ministros, Miguel Cané propuso rehacer el gabinete. Para ello pidió a Luis Sáenz Peña que llamase a tres figuras clave de la política argentina del momento: Pellegrini, Mitre y Roca. Se produjo una reunión para juntar a los tres políticos, pero el acuerdo no funcionó, a tal punto que Roca renunció. Luis Sáenz Peña llamó -bajo el consejo previo de Pellegrini- a Aristóbulo del Valle para que lograra convencer a Leandro N. Alem de calmar la situación. Del Valle fue nombrado ministro del Interior el 4 de julio de 1893 y formó un gabinete de orientación anti-roquista. Intentó convencer a los radicales alemistas para integrar el cuerpo, pero sin éxito alguno, y casi de inmediato comenzaron a estallar sublevaciones comandadas por la Unión Cívica Radical en Buenos Aires, Santa Fe, San Luis y Tucumán, mientras que los Cívicos Nacionales hacían lo propio en Corrientes y una paralela en Buenos Aires. Pellegrini en ese momento se encontraba en Rosario de la Frontera, procuró regresar rápido a Buenos Aires para colaborar en la represión de los revolucionarios. Un hecho anecdótico que ocurrió fue que el tren que llevaba a Pellegrini a Buenos Aires se cruzó con tropas revolucionarias en Haedo, por lo cual pudo haber sido detenido, pero Hipólito Yrigoyen ordenó dejarlo pasar, tal decisión provocó gran malestar en el círculo alemista, pero el episodio demostró la buena relación que existía entre Yrigoyen y Pellegrini. Acompañó a las tropas leales que partieron a sofocar la rebelión en Tucumán, tarea exitosa teniendo en cuenta que no tuvo apoyo del Congreso ni del presidente. En 1894 renunció Luis Sáenz Peña y lo reemplazó José Evaristo Uriburu.
Alem había realizado su carrera de derecho junto a Pellegrini, por lo que existía una amistad entre ambos, pero luego de los levantamientos civiles, esta unión se quebró, a tal punto que alrededor del año 1894 ambos se retaron a duelo tras intercambiar cierta correspondencia, no obstante una comisión de árbitros impidió el desenlace.
En 1893 se llevaron a cabo elecciones a gobernador de la provincia de Buenos Aires, Pellegrini fue candidato por la Unión Provincial, nombre que dispuso el PAN en ese distrito, sin embargo fue derrotado por la Unión Cívica Radical, y los mitristas se ubicaron en el tercer lugar, en esta ocasión bajo elecciones sin fraude y algo ajustadas. Pero como ningún candidato había obtenido mayoría absoluta, le tocó decidir a la legislatura provincial. Allí volcó sus influencias a favor del mitrista Guillermo Udaondo, bajando al candidato radical que había ganado. La legislatura resolvió además, designar a Pellegrini senador nacional. De vuelta a la legislatura Pellegrini no tardó en convertirse en la figura central del senado, algo que irritó al presidente Uriburu, quién llegó a tildar al senador de tiranizar la cámara alta.

### Senador (1895-1904)

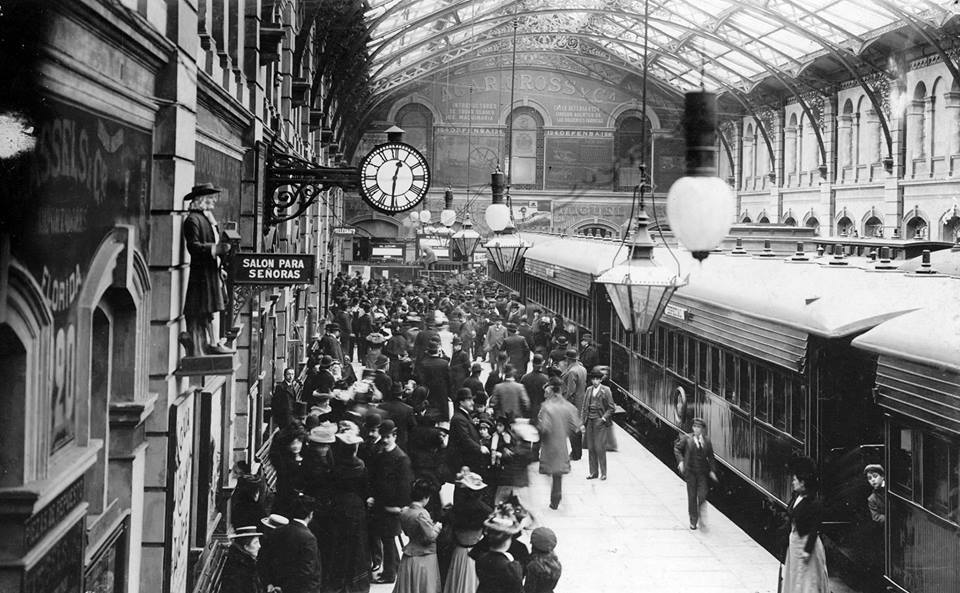
Pellegrini sale de la estación Plaza Constitución en Buenos Aires hacia el Puerto de La Plata, para viajar a Europa, en 1900.

Terminado su mandato presidencial, fue senador para el período de 1895 a 1904. Tuvo una destacada actuación para que se aprobase en 1896 una ley que aseguraba el pago de la deuda externa de Argentina. Tuvo muchas ofertas para ser candidato a presidente en las elecciones de 1898, pero lo rechazó.
En 1904 realizó un viaje a los Estados Unidos en donde fue testigo de la toma de poder del presidente Theodore Roosevelt. Pellegrini relato las vivencias de este viaje en seis cartas que después aparecieron en el diario La Nación, en donde entre otras cosas, hablaba de estrechar relaciones con el país norteamericano.

### El movimiento antirroquista
La alianza política entre Carlos Pellegrini y Julio Argentino Roca se debilitó en julio de 1901, sin desaparecer del todo aún, por diferencias en torno a un proyecto financiero. La ruptura se había producido cuando Roca durante su segundo gobierno le pidió a Pellegrini la elaboración de una iniciativa legislativa para la consolidación de la deuda pública de 392 millones de pesos oro, en un solo empréstito por 453 millones de peso oro. Pellegrini redactó un proyecto de unificación de la deuda pública externa, por medio de un empréstito único al 4 % de interés anual y 0,5 % de amortización, a largo plazo, y con obligaciones garantidas por las rentas aduaneras. La propuesta obtuvo la media sanción del Senado. Pero el proyecto había cosechado un gran rechazo dentro de la opinión pública, una exposición por parte de José Terry en la Faculta de Derecho motivó a principios de 1901 en algaradas callejeras, y el gobierno terminó por dictar el estado de sitio, por algunos días hubo corridas en el centro de la ciudad y manifestaciones que la policía disperso, incluso se congregó una manifestación en rechazo a la medida en frente de la casa del mismo Pellegrini, que sufrió una apedreada. Roca terminó retirando el proyecto sin el consentimiento de Pellegrini, acción que irritó al senador, a tal punto de cortar relaciones personales con el presidente, permaneciendo aún dentro del Partido Autonomista Nacional.
A partir de julio de 1902 se produjo en la República Argentina una división en el PAN en torno a la sucesión del presidente Julio A. Roca. La "convención de notables", instaurada desde 1903 como órgano no formal de selección del candidato presidencial del partido dominante, se fracturó en torno al incumplimiento del compromiso de postular al expresidente Carlos Pellegrini y la decisión de Roca de impulsar al abogado Manuel Quintana en la elección de 1904. Desde entonces y hasta su muerte, Pellegrini exigió una ley que garantice una profunda reforma electoral para poner fin al fraude e impulsar las libertades cívicas.
De allí nacen dos expresiones políticas dentro de la ideología conservadora: los "autonomistas nacionales" o roquistas, con su política intransigente de mantener el fraude electoral, y los "autonomistas" o pellegrinistas, sectores escindidos del PAN influidos por las revoluciones radicales, los atentados anarquistas y las huelgas obreras. Una de las mayores preocupaciones de los pellegrinistas era transpolar las protestas de las calles al parlamento dando cabida política a los nuevos actores sociales. Para ello se hacía necesario dar espacios de representación al principal partido opositor, la Unión Cívica Radical, pero también al moderado Partido Socialista. De esa manera, se debilitaría a las dos grandes fuerzas sociales emergentes de la época: el obrerismo y el anarquismo.
Al producirse la ruptura del PAN y confirmarse la candidatura de Manuel Quintana el 12 de octubre de 1903, Sáenz Peña organizó un banquete de desagravio a Pellegrini dos días después en el Café de París. Allí, el expresidente anunciaba las razones del nuevo movimiento político antirroquista: "El partido político al que pertenecimos ha desaparecido sustituyéndole una sola cabeza que piensa, una voluntad que resuelve, una voz que ordena, un elector que elige".
En ese contexto, los autonomistas se presentaron a las elecciones para senador nacional por la Ciudad de Buenos Aires del 6 de marzo de 1904. Sáenz Peña renunció a su candidatura y en su lugar Carlos Pellegrini se presentó candidato enfrentando al diputado oficialista Benito Villanueva, presidente del Comité Capital del Partido Autonomista Nacional, y Emilio Mitre, candidato del Partido Republicano. El triunfo oficialista fue demoledor: Villanueva se impuso con 11.516 votos y 28 electores, seguido de Pellegrini con 9.075 sufragios y 6 electores, y Mitre con 7.547 votos y 10 electores. Por su parte, Quintana obtuvo mayoría de electores el 10 de abril y en las elecciones complementarias para vacantes de diputados, Pellegrini se impuso con comodidad el 16 de junio de 1905 regresando a la Cámara de Diputados después de veintiocho años.
Entre los vaivenes institucionales de la política presidencial de Manuel Quintana y la revolución radical de 1905, los enemigos de Julio A. Roca superaban en número a sus amigos y aliados. Es así, que en la elección del 11 de marzo de 1906, nuevamente bajo el sistema de lista completa, se impone la coalición Concentración Popular a la lista oficialista en medio de escándalos y protestas por compra de votos. Un frente político de autonomistas, mitristas, el conservador Benito Villanueva y radicales bernardistas que postulaba a Pellegrini, Emilio Mitre, Roque Sáenz Peña y Ernesto Tornquist en los primeros lugares.
El 9 de enero de 1906 falleció Bartolomé Mitre, que aunque había anunciado su retiro de la política al cumplir la edad de 80 años seguía gozando de cierta influencia al menos en la Capital y la provincia de Buenos Aires; y el 12 de marzo, menos de veinticuatro horas después de la derrota del oficialismo en la Capital, muere el presidente Manuel Quintana. En ese contexto, Carlos Pellegrini tenía chances para ser candidato "natural" de los conservadores reformistas para la presidencia en 1910, por su prestigio nacional adquirido en su breve presidencia, su conocimiento de las finanzas públicas, su posición en torno a la reforma del sistema electoral y sus lazos políticos cercanos con el nuevo presidente de la República, José Figueroa Alcorta.

## Últimos años

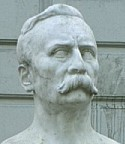
Busto de Carlos Pellegrini.

Carlos Pellegrini tuvo durante sus últimos años de vida una salud muy deteriorada por una enfermedad que Miguel Cané en su correspondencia privada llamó neurastenia. Regresó de Europa y ocupó la banca de legislador que acababa de ganar. En la sesión del 9 de mayo de 1906, pronunció encendidas palabras en oportunidad de impugnar los diplomas de los diputados electos del oficialismo bonaerense:

Llego con menos ilusiones, con menos entusiasmos, con más experiencia. Traigo la máquina fatigada porque la jornada ha sido larga y el camino muchas veces accidentado y espinoso. Pero vengo con la misma fe ciega en el porvenir de mi país y la misma resolución de servirlo hasta donde mis fuerzas alcancen.

Pellegrini y Figueroa Alcorta habían tomado nota de las enseñanzas de la Revolución radical de 1905, e impulsaron una Ley del Olvido, para amnistiar a los radicales desterrados en Montevideo y Santiago, que se hallaban ocultos o presos. El 11 de junio, en su último discurso, denunció los errores y excesos de un régimen político en decadencia:

Lo único que se ha olvidado y olvida son las lecciones de nuestra historia, de nuestras triste experiencia. Se olvida que esta es la quinta ley de amnistía que se dicta en pocos años y que los hechos se suceden con una regularidad dolorosa: la rebelión, la represión, el perdón... Está en la conciencia de todos que esta amnistía que se supone será la última, no será la última. Será, tal vez muy pronto, la penúltima. ¿Y por qué, señor presidente? Porque las causas que producen estos hechos subsisten y no solo en toda su integridad, sino que se agravan cada día.

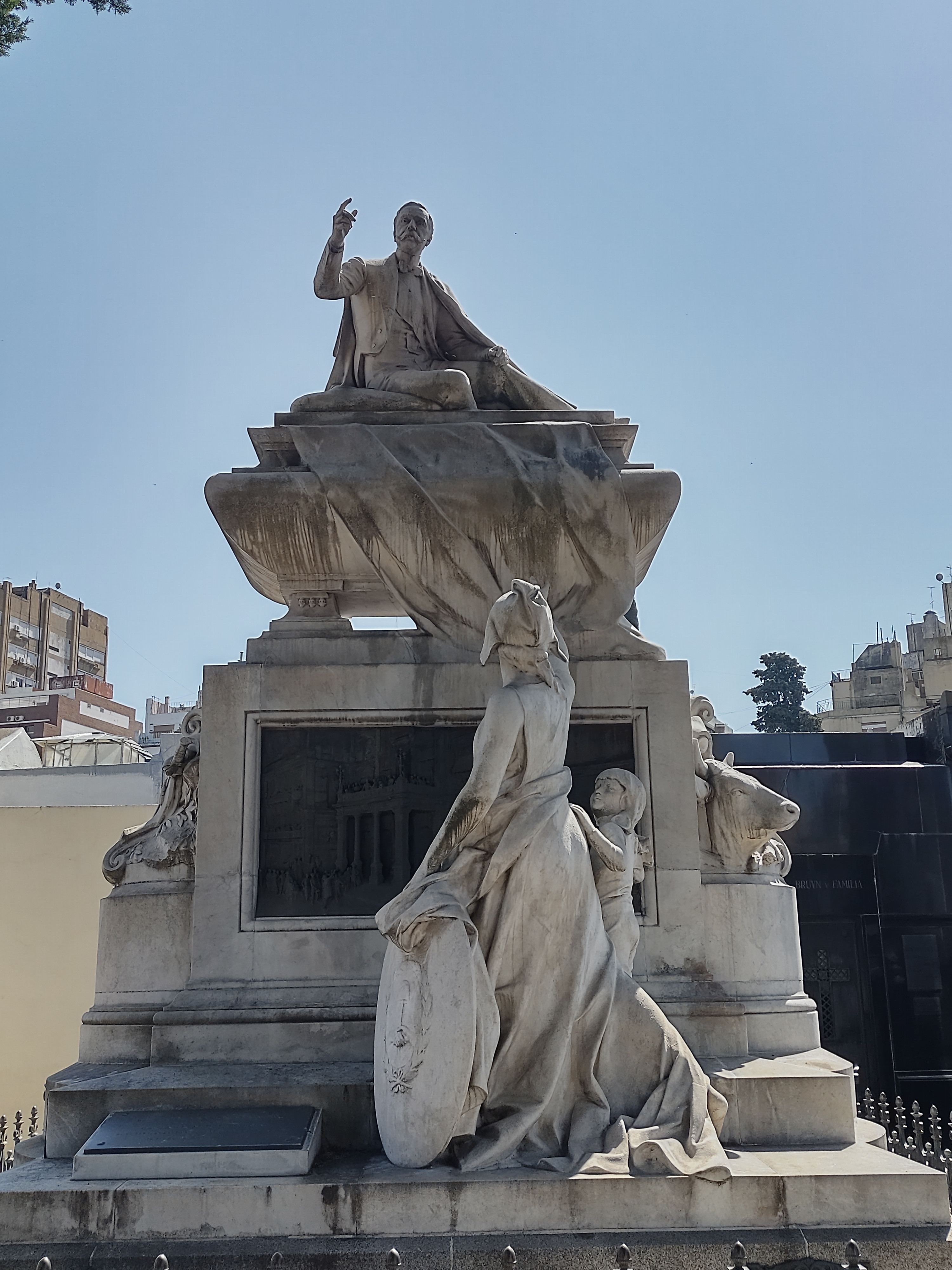
Monumento de Pellegrini en el Cementerio de La Recoleta.

Durante sus últimos años de vida intento adecuar al PAN a los cambios políticos que se estaban produciendo en el país. Para lograrlo se mostró convencido de que era necesario llevar a cabo una reforma en las prácticas electorales. Pero su temprana muerte, en Buenos Aires, el 17 de julio de 1906 a los 59 años de edad, no sorprendió a sus amigos y colegas, debido al deterioro de su salud, pero produjo un profundo impacto nacional por las expectativas generadas en torno a la necesidad de una reforma electoral, y generó un vacío político que luego iba a ocupar Roque Sáenz Peña, considerado su heredero político, quien proyectó la reforma electoral de voto secreto que llevaría a la presidencia Hipólito Yrigoyen en 1916. Sin embargo, Sáenz Peña murió en 1914.
En su tumba del Cementerio de La Recoleta, el presidente Figueroa Alcorta, ya enrolado en una posición reformista, encontró la nota perfecta en su elegía:

Apretemos las filas, porque ha caído el más fuerte.

## Homenajes

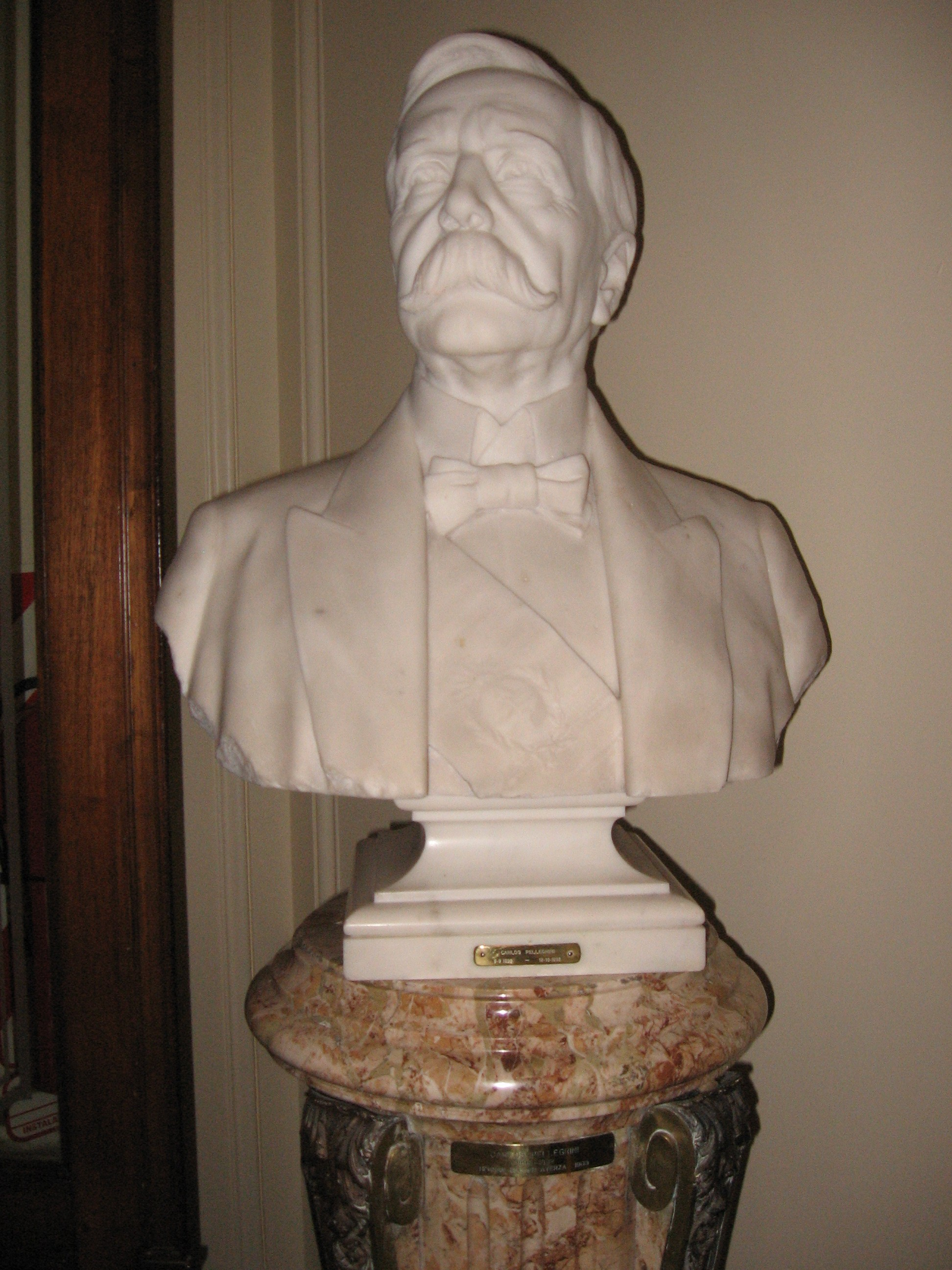
Busto de Carlos Pellegrini en el Salón de los Bustos en la Casa Rosada, obra de Hernán Cullen Ayerza.

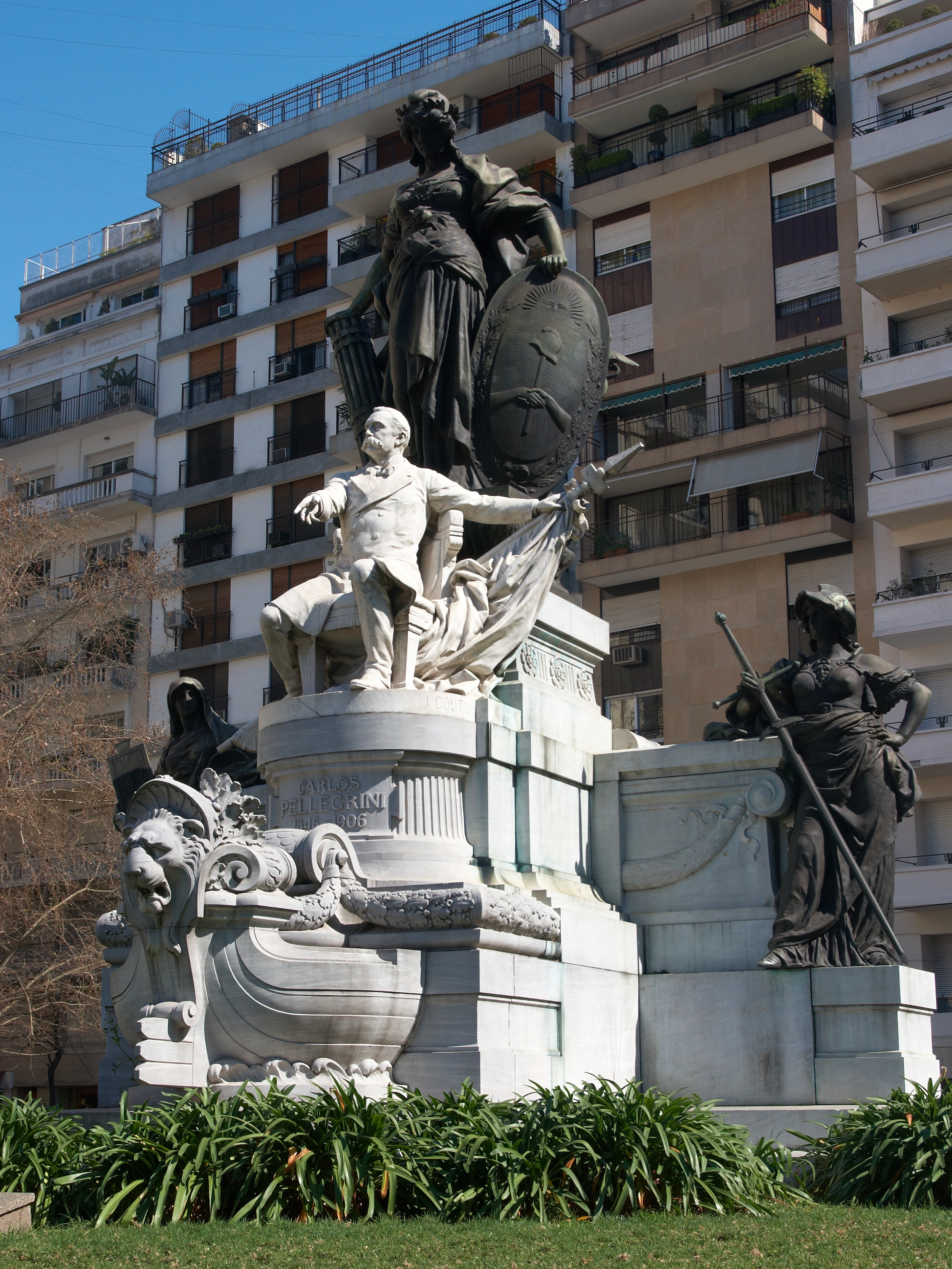
El monumento a Pellegrini en la plaza que lleva su nombre.

Además de variados monumentos y calles con su nombre, le ha dado nombre a tres localidades argentinas (Pellegrini -provincia de Buenos Aires- y Colonia Carlos Pellegrini -provincia de Corrientes- Carlos Pellegrini - provincia de Santa Fe ), la Torre Unión Industrial Argentina, la Escuela Superior de Comercio que él mismo fundó en 1890, el Gran Premio Carlos Pellegrini, y también una estación del subte de la línea B lleva su nombre.
Una plaza en el inicio de la avenida Alvear lleva su nombre, además tiene un monumento realizado en mármol de Carrara y bronce por el escultor francés Félix Coutan.
Su efigie fue utilizada para ilustrar el billete de 10000 australes, de curso legal entre 1989 y 1991. Tras la sanción y promulgación de la Ley de Convertibilidad, por la cual se reemplazó el austral por el peso convertible, su imagen fue retomada para ilustrar el billete de 1 peso, manteniendo los atributos de colores que se emplearon en el billete de 10000 australes. Esto a su vez fue un simbolismo que representó el régimen de cambio establecido por la Ley de Convertibilidad, por la cual se establecía para 1 peso, el valor de cambio establecido para 10000 australes.